# كروم إنجن
كروم إنجن (بالإنجليزية: Chrome Engine)‏ هو محرك ثلاثي الأبعاد تم تطويره من قبل تيكلاند، يدعم مايكروسوفت ويندوز وجنو/لينكس وإكس بوكس وبلايستيشن. وصف مطورو المحرك بأنه ما تراه هو ما تحصل عليه.

## ألعاب تستخدمه
- ديد آيلاند
- ديد آيلاند: ريبتايد
- داينج لايت